# 凝和庙
39°55′04″N 116°23′49″E / 39.917867°N 116.397053°E
凝和庙，俗称“云神庙”，位于北京市东城区北池子大街46号，是清代故宫外八庙之一，现为北京市文物保护单位。

## 历史
凝和庙始建于清朝雍正八年（1730年），用来祭祀云神，所以俗称“云神庙”。凝和庙和北长街的昭显庙（祀奉雷神）都是雍正七年（1729年）决定兴建的。由于当时龙神（雨神庙，即时应宫）、风伯（风神庙，即宣仁庙）各自均已有庙，惟雷师、云师尚没有专祠，所以命仿照时应宫、宣仁庙的规制分别建庙。凝和庙有清朝雍正帝御题 “兴泽昭彩”额。
清朝时，凝和庙因为靠近紫禁城，所以常有进京官员在此住宿。中华民国时期，凝和庙改为学校，是“北平市第四十三小学”。中华人民共和国时期，改称“向阳小学”，后改为北京市东城区北池子小学，2014年成为灯市口小学北池子校区。凝和庙还被定为北京市文物保护单位。

## 建筑
根据乾隆《京城全图》以及现场调查，凝和庙坐北朝南，四周有庙墙，主要建筑有：
- 牌楼：庙墙南端的东、西两侧各有一座牌楼（二柱一门或四柱三门已无考）。已无存。
- 影壁：进入东、西牌楼，南侧有影壁一座，北侧为庙门。这座大影壁为琉璃砖砌成，上覆琉璃瓦顶，长22.9米，厚0.95米，下方有石制须弥座。已无存。
- 庙门：位于影壁以北，坐北朝南。面阔三间（16.8米），进深6.6米。明间前后开有石券门，次间有石雕券窗，歇山顶大脊，顶覆黄琉璃瓦绿剪边，单昂三踩斗栱。室内为五架梁，单翘斗拱，彻上明造。
- 献殿：庙门以北为献殿。面阔三间（10.9米），进深6米，硬山式大脊，黑琉璃瓦绿剪边，单昂三踩斗栱，平身科四攒，山面六攒，旋子彩画，障日板开有云形门窗洞。献殿两侧有内墙，并且向北延伸至后寝殿。内墙南部的东西两侧各开有一座随墙门，内墙东西外侧各有一座细长的跨院，跨院内各有寮房九间。内墙以及东、西寮房已经拆除。
  - 钟楼、鼓楼：庙门以北的东西两侧为钟楼和鼓楼。钟楼、鼓楼平面呈方形，每边长4.6米，歇山顶，黄琉璃瓦绿剪边，1972年拆除。
- 享殿：位于献殿以北。面阔三间（14.4米），歇山顶调大脊，黄琉璃瓦绿剪边，重昂五踩斗拱，和玺彩画是后代改绘而成，六抹菱花隔扇，室内井口天花。殿前的石阶中间设有雕龙丹陛。
- 寝殿：位于享殿以北。面阔五间（18.4米），进深8.5米，歇山顶调大脊，黄琉璃瓦绿剪边，三踩单昂斗拱，室内井口天花。
- 东、西朵殿：位于寝殿前的东、西两侧。均为面阔三间（10米），进深6.4米，大式硬山过垄脊，灰筒瓦。
- 庙街门：坐东朝西，面朝北池子大街，是后来改建而成。[1]

庙门、献殿、享殿、寝殿、东、西朵殿均经过重新修缮。